# 布克奖
布克奖（英語：Booker Prize，之前名称为 （1969-2001）及 （2002–2019）），是每年颁发给用英文写成并在英国出版的最佳原创小说的文学奖。布克奖的获得者通常会得到国际上的讚賞與聲望，因此这个奖项对於書籍的销售具有相當的驅動力。此獎項原先只授與英聯邦、愛爾蘭、南非（及后来包括津巴布韦）的公民，但是自2014年起，只要該書籍以英文寫作並曾經在英國出版即可參賽。
布克獎與諾貝爾獎一樣，每年颁发一次，只頒予仍在世的人。也有獲獎作家日後獲得諾貝爾文學獎。

## 设立
1968年，英国的图书界提议设立一项可以与法国龚古尔文学奖、美国普利策奖相媲美的文学奖，奖励年度最佳英文長篇小说，获奖人不限于英国籍作家，其他如爱尔兰及英联邦国家作者都可参与，但美国作家不能参与，以抵制新型的娱乐形式诸如电视对文学市场的蚕食。大奖以赞助商——食品供应公司布克命名。布克奖从1969年开始颁发。
布克奖注重权威性、导向性和公正性，评审由具有专业背景的人士担当。一般评审有五人，由专门委员会指定，分别为书评家、学者、小说家、文学编辑、文化名人等。每年5位评审必须阅读被推荐的100多部作品，从中选出20多本初入围名单，再从这份名单中选出6本进入決審，最后从这6部作品中选出一部获胜作品。

## 发展
在设立后很长一段时间里，布克奖获奖小说都体现了对英国往昔的怀旧与思考，获奖者也多为英裔白人作家。2013年9月，布克奖宣布，获奖者将不仅限于英联邦国家、爱尔兰和津巴布韦作者，小说只要以英文创作并在英国发表，即可参加当年评选。

### 布克奖
1991年，设俄罗斯布克奖，是1917年后俄罗斯境内第一个非国家奖金，每年开奖一次，评选出年度最佳长篇小说。该奖设立以来已成为俄罗斯文学领域最有权威的奖项。
2002年，英仕曼集团（Man Group）成为布克奖的赞助商，布克奖名称由Booker Prize变成Man Booker Prize。现在有些也翻译成曼布克奖或曼氏布克奖。
最初设立该奖时奖金为两萬一千英镑，2002年已提升到五萬英镑。
英仕曼集团在2019年初时宣布本年度的奖金将会是他们18年来赞助的最后一次。慈善组织Crankstart则宣布它将在今后的五年内提供赞助，并有可能再续五年。本文学奖的名字也改回为布克奖（The Booker Prize）。

### 布克国际奖
2004年，布克奖打破了地域壁垒，宣布将从2005年开始，每两年颁发一次奖金为60000英镑的布克国际奖（Man Booker International Prize），所有作家，无论国别，只要其作品以英文或有英文译本发表，均有资格获得此奖。本奖奖励作家的全部文学成就，不仅限于小说。首位获奖者将于2005年年中宣布。这使布克奖朝着一项全方位的国际文学大奖迈出了重要的一步。新设立的布克国际奖不会取现有的布克奖而代之，两者将由两个相对独立的评审系统并行评比。 根据规定，每位作家只能获得一次布克国际奖。
2005年6月2日，首届布克国际奖在伦敦揭晓，获奖者为阿尔巴尼亚小说家伊斯梅尔·卡达莱。评委会主席约翰·凯里评论道：“伊斯梅尔·卡达列描绘出了完整的文化——包括它的历史，它的热情，它的传说，它的政治和它的灾难。他采用了传统的讲故事的方式进行创作，继承了荷马史诗的叙事传统，是一位博学多才的作家。”

### 布克翻译奖
2005年，布克奖将专门为翻译家设立一个奖金为15000英镑的特别奖项——布克翻译奖，以奖励那些把其他語言的文学作品翻译成英语的翻译家们。布克翻译奖的评选不同于一般的评奖程序，其得主并非由评委会投票选出，而是交给布克国际奖的得主择定。翻译奖2005年开始颁发，當年的布克翻译奖颁发给了伊斯梅尔·卡达莱作品的英文翻译大卫·巴洛斯。

## 影响
布克奖的目标是奖励优秀作品，提高公众对严肃小说的关注。经过几十年的经营，它的威望超过了英国大大小小的其它二百多个文学奖。享有世界盛誉。布克奖被认为是当代英语小说界的最高奖项，也是世界文坛上影响最大的文学大奖之一。
作为一个文化产业，布克奖获得巨大成功的秘诀在于商业和文化效益的双赢。从商业利益上说，它推动文学的商业化，使市场潜力得到充分开发。不但获奖作品销售飙升，就连入围作品的销售也一路攀升，以帕特里克·麦吉尼斯獲提名的小說為例，公佈前只賣了64本，公佈後則賣到了2,601本。布克奖还带动相关文化市场的开拓，大约有三分之一的作品改编成了影视作品，其中就有中国观众熟悉的《辛德勒的名单》，《英倫情人》等。从文化效益上说，大奖营造了一份大奖文化，大奖鼓励无边界创作，使许多思想自由，文体新颖的作品纷纷出现，形成了百花齐放的文坛格局。它对当代英语小说的影响毋庸置疑。

## 统计
- 迄今共有四位作家在世時获得过两次布克奖：J.M.库切、彼得·凯里、希拉里·曼特尔、瑪格麗特·愛特伍。希拉里·曼特尔是第一位兩度獲獎的女作家。彼得·凯利的获奖作品是1988年的《奥斯卡与露辛达》和2001年的《凯利帮真史》。J.M.库切的获奖作品是1983年的《迈克尔·K的生活和时代》和1999年的《耻》。希拉里·曼特尔的獲獎作品是2009年的《狼廳》和2012年的《提堂》。瑪格麗特·愛特伍的獲獎作品是2000年的《盲眼刺客》與2019年的《聖約》。
- 雅各·法瑞爾獲得1973年布克獎，死後於2010年被追授1970年布克獎，也是第二次獲獎。
- 截止到2005年，获最后提名（即进入決審名单）最多的是英国小说家艾瑞斯·梅鐸，她共获得6次，在1978年，她以作品《大海，大海》获得布克奖。
- 截止到2005年，共有3位澳大利亚作家获得布克奖，他们是：彼得·凯利（Peter Carey），托马斯·肯尼利，D.B.C. 皮埃尔（D.B.C. Pierre）。
- 迄今有五位布克獎得主日後獲得了諾貝爾文學獎：奈保尔、納丁·戈迪默、威廉·戈尔丁、库切、石黑一雄。

## 获奖情况
| 年度 | 作者                                       | 著作                                               | 國籍                  |
| ---- | ------------------------------------------ | -------------------------------------------------- | --------------------- |
| 1969 | P·H·紐比（P. H. Newby）                    | 需要负责的事情（Something to Answer For）          | 英国                  |
| 1970 | 伯妮絲·魯本斯（Bernice Rubens）            | 獲選成員（The Elected Member）                     | 英国                  |
| 1970 | 雅各·法瑞爾（James Gordon Farrell）        | 患難                                               | 英国                  |
| 1971 | V·S·奈波尔（V. S. Naipaul）                | 自由国度（In a Free State）                        | 英国 · 千里達及托巴哥 |
| 1972 | 约翰·伯格（John Berger）                   | G.（G.）                                           | 英国                  |
| 1973 | 雅各·法瑞爾（James Gordon Farrell）        | 克里希納普圍城記（The Siege of Krishnapur）        | 英国                  |
| 1974 | 納丁·戈迪默（Nadine Gordimer）             | 生态保护者（The Conservationist）                  | 南非                  |
| 1974 | 斯坦利·米德尔顿（Stanley Middleton）       | 假日（Holiday）                                    | 英国                  |
| 1975 | 露絲·鮑爾·賈華拉（Ruth Prawer Jhabvala）   | 热与尘（Heat and Dust）                            | 英国 · 西德           |
| 1976 | 戴维·斯托里（David Storey）                | 萨维尔（Saville）                                  | 英国                  |
| 1977 | 保罗·斯科特（Paul Scott）                  | 继续停留（Staying On）                             | 英国                  |
| 1978 | 艾瑞斯·梅鐸（Iris Murdoch）                | 大海，大海（The Sea, the Sea）                     | 英国 · 爱尔兰         |
| 1979 | 佩内洛普·菲兹杰拉德（Penelope Fitzgerald） | 海岸外（Offshore）                                 | 英国                  |
| 1980 | 威廉·戈尔丁（William Golding）             | 启蒙之旅（Rites of Passage）                       | 英国                  |
| 1981 | 薩爾曼·魯西迪（Salman Rushdie）            | 午夜之子（Midnight's Children）                    | 英国 · 印度           |
| 1982 | 托馬斯·肯尼利（Thomas Keneally）           | 辛德勒方舟（Schindler's Ark）                      |                       |
| 1983 | J·M·庫切（J. M. Coetzee）                  | 迈克尔·K的生活和时代（Life & Times of Michael K）  | 南非                  |
| 1984 | 安妮塔·布魯克纳（Anita Brookner）          | 杜兰葛山庄（Hotel du Lac）                         | 英国                  |
| 1985 | 柯莉·休姆（Keri Hulme）                    | 骨頭人（The Bone People）                          | 新西兰                |
| 1986 | 金斯利·艾米斯（Kingsley Amis）             | 老惡魔（The Old Devils）                           | 英国                  |
| 1987 | 賴芙麗（Penelope Lively）                  | 月虎（Moon Tiger）                                 | 英国                  |
| 1988 | 彼得·凯里（Peter Carey）                   | 奧斯卡与露辛达（Oscar and Lucinda）                |                       |
| 1989 | 石黑一雄                                   | 长日將盡（The Remains of the Day）                 | 英国 · 日本           |
| 1990 | A·S·拜厄特（A. S. Byatt）                  | 隱之书（Possession: A Romance）                    | 英国                  |
| 1991 | 本·奥克瑞（Ben Okri）                      | 饥饿的路（The Famished Road）                      | 奈及利亞              |
| 1992 | 迈克尔·翁达杰（Michael Ondaatje）          | 英倫情人（The English Patient）                    | 加拿大 · 斯里蘭卡     |
| 1992 | 巴瑞·恩茲華斯（Barry Unsworth）            | 神圣的渴望（Sacred Hunger）                        | 英国                  |
| 1993 | 羅迪·道伊爾（Roddy Doyle）                 | 童年往事（Paddy Clarke Ha Ha Ha）                  | 爱尔兰                |
| 1994 | 詹姆斯·科尔曼（James Kelman）              | 晚了，太晚了（How Late It Was, How Late）          | 英国                  |
| 1995 | 派特·巴克（Pat Barker）                    | 幽靈路（The Ghost Road）                           | 英国                  |
| 1996 | 格拉汉姆·史威夫特（Graham Swift）          | 杯酒留痕（Last Orders）                            | 英国                  |
| 1997 | 阿兰达蒂·洛伊（Arundhati Roy）             | 微物之神（The God of Small Things）                | 印度                  |
| 1998 | 伊恩·麦克尤恩（Ian McEwan）                | 阿姆斯特丹（Amsterdam）                            | 英国                  |
| 1999 | J·M·库切（J. M. Coetzee）                  | 恥（Disgrace）                                     | 南非                  |
| 2000 | 玛格丽特·阿特伍德（Margaret Atwood）       | 盲眼刺客（The Blind Assassin）                     | 加拿大                |
| 2001 | 彼得·凯里（Peter Carey）                   | 凯利帮真史（True History of the Kelly Gang）       |                       |
| 2002 | 扬·马特尔（Yann Martel）                   | 少年Pi的奇幻漂流（Life of Pi）                     | 加拿大                |
| 2003 | DBC·皮埃爾（DBC Pierre）                   | 維農少年（Vernon God Little）                      | · 墨西哥              |
| 2004 | 阿兰·霍灵赫斯特（Alan Hollinghurst）       | 美麗線條（The Line of Beauty）                     | 英国                  |
| 2005 | 约翰·班维尔（John Banville）               | 大海（The Sea）                                    | 爱尔兰                |
| 2006 | 基兰·德塞（Kiran Desai）                   | 繼承失落的人（The Inheritance of Loss）            | 印度                  |
| 2007 | 安妮·恩莱特（Anne Enright）                | 聚會（The Gathering）                              | 爱尔兰                |
| 2008 | 亞拉文·雅迪嘉（Aravind Adiga）             | 白老虎（The White Tiger）                          | 印度                  |
| 2009 | 希拉里·曼特尔（Hilary Mantel）             | 狼厅（Wolf Hall）                                  | 英国                  |
| 2010 | 霍華德·雅各布森（Howard Jacobson）         | 芬克勒問題（The Finkler Question）                 | 英国                  |
| 2011 | 朱利安·巴恩斯（Julian Barnes）             | 回憶的餘燼（The Sense of an Ending）               | 英国                  |
| 2012 | 希拉里·曼特尔（Hilary Mantel）             | 狼廳二部曲：血祭（Bring Up The Bodies）            | 英国                  |
| 2013 | 埃莉諾·卡頓（Eleanor Cattonl）             | 發光體（The Luminaries）                           | 新西兰                |
| 2014 | 理查德·弗拉纳根（Richard Flanagan）        | 行過地獄之路（The Narrow Road to the Deep North）  |                       |
| 2015 | 馬龍·詹姆斯（Marlon James）                | 七次謀殺簡史（A Brief History of Seven Killings）  | 牙买加                |
| 2016 | 保羅·貝蒂（Paul Beatty）                   | 背叛者（The Sellout）                              | 美国                  |
| 2017 | 乔治·桑德斯（George Saunders）             | 林肯在中陰（Lincoln in the Bardo）                 | 美国                  |
| 2018 | 安娜·伯恩斯（Anna Burns）                  | 送奶工（Milkman）                                  | 英国                  |
| 2019 | （Margaret Atwood）                        | 證詞：使女的故事續集（The Testaments）             | 加拿大                |
| 2019 | 柏娜汀．埃瓦里斯托（Bernardine Evaristo）  | 女孩，女人，其他人（Girl, Woman, Other）           | 英国                  |
| 2020 | 道格拉斯·斯图尔特（Douglas Stuart）        | 親愛的夏吉．班恩（Shuggie Bain）                   | 英国 · 美国           |
| 2021 | 达蒙·加尔古特（Damon Galgut）              | 诺言（The Promise）                                | 南非                  |
| 2022 | 謝漢·卡魯納提拉卡（Shehan Karunatilaka）   | 艾梅達死後七夜（The Seven Moons of Maali Almeida） | 斯里蘭卡              |
| 2023 | 保羅·林奇（Paul Lynch）                    | 先知之歌（Prophet Song）                           | 爱尔兰                |
| 2024 | 薩曼莎·哈維（Samantha Harvey）             | 軌道（Orbital）                                    | 英国                  |

## 外部連結
- 布克奖官方网站 （页面存档备份，存于） （英文）